# جغرافيا جزر مارشال
جزر المارشال، تتكون من سلسلتين أرخبيليتين تتكون من 30 جزيرة مرجانية و1152 جزيره، والتي تشكل مجموعتين متوازيتين - سلسلة «راتاك» شروق الشمس وسلسلة «راليك» غروب الشمس. وتقع جزر مارشال في شمال المحيط الهادئ وتتقاسم الحدود البحريه مع ميكرونيزيا وكيريباتي. يعيش ثلثا سكان الأمه في عاصمة ماجورو ومستوطنه إيبيي اما الجزر الخارجية فهي قليلة السكان بسبب نقص فرص العمل والتنمية الاقتصاديه.

## إحصائيات
تقع الدولة على بعد حوالي نصف الطريق من هاواي إلى بابوا غينيا الجديده. ويضم أرخبيل الجزر المرجانية من بيكيني وإنيويتوك وكواجالين ومأجورو ورونجيلاب ويوتيريك.
المساحة الإجمالية للجزر تساوي حجم مدينة واشنطن العاصمة وأكبر جزيره مرجانيه بمساحة 6 ميل مربع (16 كـم2) هي كواجالين. تتكون التضاريس من الحجر الجيري المرجاني المنخفض والجزر الرمليه وتشمل الموارد الطبيعيه ومنتجات جوز الهند والمنتجات البحرية ومعادن قاع البحار العميقة. القضايا البيئية الحالية هي عدم كفاية إمدادات مياه الشرب وتلوث بحيرة مأجورو من النفايات المنزلية والمخلفات من سفن الصيد.
المطالبات البحرية: البحر الإقليمي: 12 أميال بحرية المنطقة المجاورة: 24 نانومتر المنطقة الاقتصاديه الخالصه: 200 نانومتر
الارتفاع الأقصى: أدنى نقطه: المحيط الهادي 0 متر أعلى نقطه: موقع غير مسمى على ليكيب 10 متر (33 ft) فوق مستوى سطح البحر
أستخدام الآراضي: الأراضي الصالحة للزراعة: 11.11٪ محاصيل دائمة: 44.44٪. أخرى: 44.44٪ (2011)
البيئة - الاتفاقيات الدولية: هو طرف في: التنوع البيولوجي وتغير المناخ
- بروتوكول كيوتو والتصحر والنفايات الخطرة وقانون البحار وحماية طبقة الأوزون وتلوث السفن والأراضي الرطبة وصيد الحيتان.
إن موقع بيكيني وإنيويتاك هما موقعان سابقان لتجارب الصواريخ النووية الأمريكية. كواجالين، هي ساحة المعركه الشهيره في الحرب العالمية الثانية، تستخدم الآن كمجال اختبار صاروخ أمريكي؛ تعد مدينة إيبي الجزيرة ثاني أكبر مستوطنه في جزر مارشال، بعد عاصمة ماجورو، وواحدة من أكثر المواقع كثافه سكانيه في المحيط الهادئ.

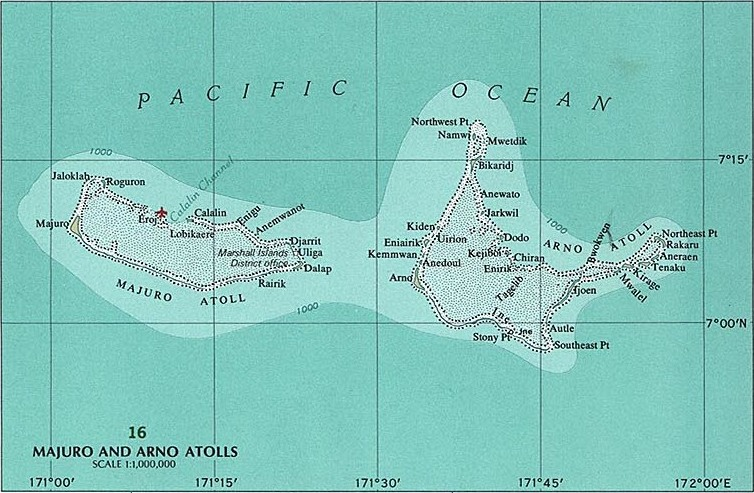
ماجورو وأرنو أتولز

## المناخ
استوائية، حاره ورطبه مع تصنيف كوبين-جيجر لـ أ ف. ويستمر موسم الأمطار من مايو إلى نوفمبر ويتخذ الجزر حزام الأعاصير. تشكل الأعاصير تهديدًا نادرًا من يوليو إلى منتصف نوفمبر.
بسبب ارتفاعها المنخفض، فإن جزر مارشال مهددة بالآثار المحتمله لأرتفاع مستوى سطح البحر. وفقًا لرئيس ناورو، تعد جزر مارشال أكثر الدول المهددة بالانقراض على وجه الأرض بسبب الفيضانات الناجمة عن تغير المناخ.
وجدت دراسه أجرتها جامعة بليموث أن المد والجزر يحرك الرواسب لخلق ارتفاع أعلى، مما قد يحافظ على الجزر ويجعلها صالحه للسكن.

## النقاط المتطرفة

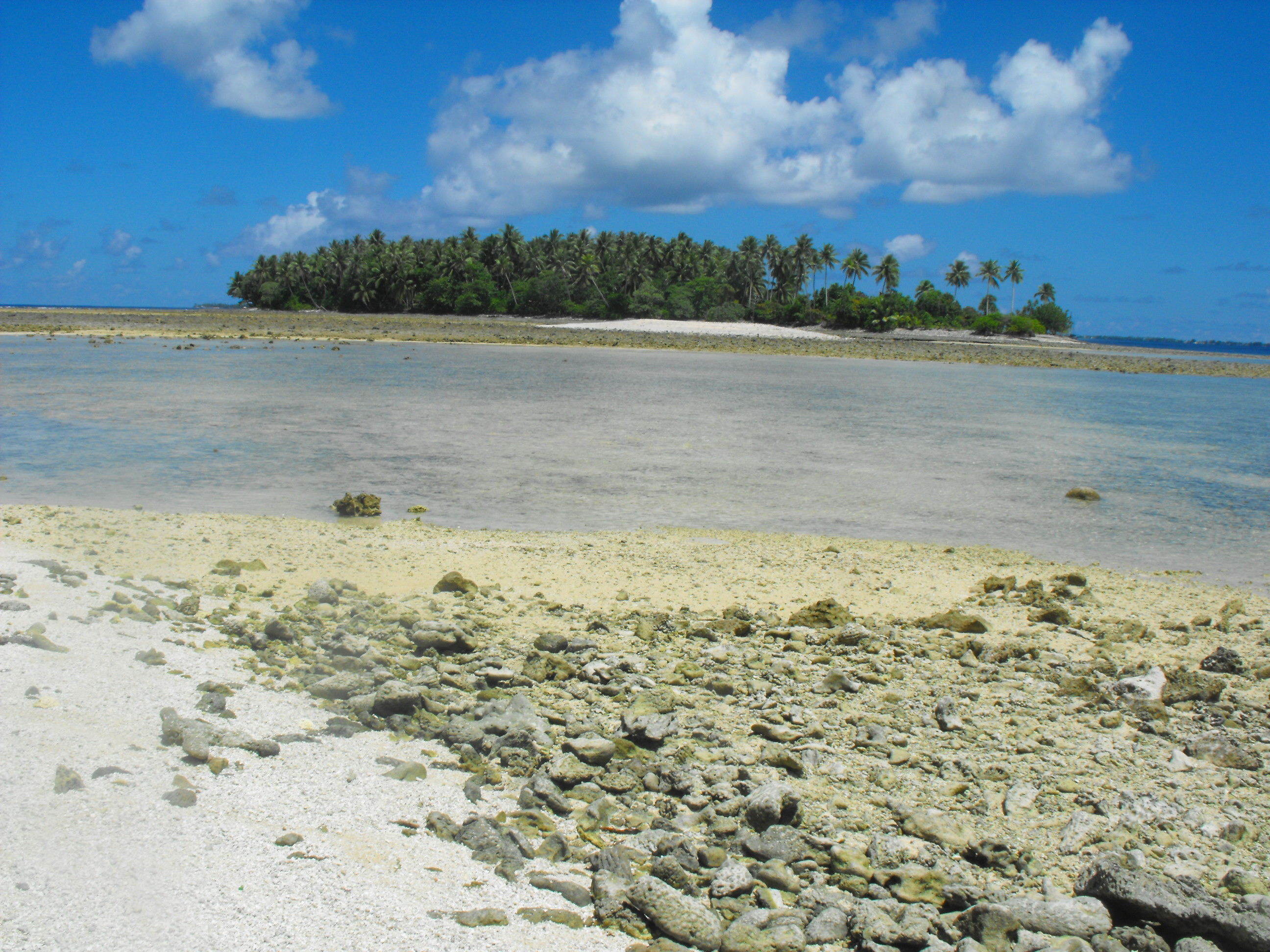
صورة لجزيرة بكرين ، ماجورو أتول ، إحدى الكتل الأرضية العديدة في جزر مارشال.

هذه قائمة بالنقاط المتطرفه لجزر مارشال، النقاط التي تقع في أقصى الشمال أو الجنوب أو الشرق أو الغرب من أي موقع اخر.
- أقصى نقطة في الشمال - بوكاك أتول (تاونجي)، سلسلة راتاك *
- أقصى نقطة في الشرق - نوكس أتول، سلسلة راتاك
- أقصى نقطة جنوبيّة - إيبون أتول، سلسلة راليك
- أقصى نقطة في الغرب - أوجيلانج أتول، سلسلة راليك
- ملاحظة: تدعي حكومة جزر مارشال أن جزيرة ويك، تخضع حاليًا للإدارة الأمريكية. إذا كان هذا يعتبر جزءًا من جزر مارشال، فإن توكي بوينت في جزيرة بيل، وجزيرة ويك هي أقصى نقطة في شمال جزر مارشال